# Moscova (métro de Milan)
Pour les articles homonymes, voir Moskova (homonymie).
Moscova est une station de la ligne 2 du métro de Milan, située via della Moscova à Milan. La station porte le nom de la rivière Moskova située en Russie, transcrite Moscova en italien.